# Saison 7 de The Rookie
Chronologie
Saison 6
La septième saison de la série télévisée américaine The Rookie : Le Flic de Los Angeles débute en janvier 2025.

## Généralités
- Aux États-Unis, la saison est diffusée à partir du 7 janvier 2025 sur le réseau ABC.
- En France, la saison est diffusée à partir du 4 avril 2025 sur Série Club.

## Distribution

### Acteurs principaux
- Nathan Fillion (VF : Guillaume Orsat) : John Nolan
- Eric Winter (VF : Cédric Dumond) : Tim Bradford
- Melissa O'Neil (VF : Audrey Sourdive) : Lucy Chen
- Richard T. Jones (VF : Daniel Njo Lobé) : Wade Grey
- Alyssa Diaz (VF : Jessica Monceau) : Angela Lopez
- Mekia Cox (VF : Fily Keita) : Nyla Harper
- Shawn Ashmore (VF : Damien Witecka) : Wesley Evers
- Jenna Dewan (VF : Anouck Hautbois) : Bailey Nune
- Lisseth Chavez (VF : Diane Kristanek) : Celina Juarez

### Acteurs récurrents
- Deric Augustine (VF : Stevie Tomi) : Miles Penn
- Patrick Keleher (VF : Tom Trouffier) : Seth Ridley
- Ivan Hernandez : Keith Graham
- Brent Huff (VF : Christian Pélissier) : Quigley Smitty
- Angel Parker (VF : Jacky Tavernier) : Luna Grey

### Invités
- Arjay Smith (VF : Ismael Isma) : James Murray
- Michael Trucco (VF : Ludovic Baugin) : Sean Del Monte
- Steve Kazee : Jason Wyler
- Peyton List (VF : Stéphanie Hédin) : Gennifer « Genny » Bradford

## Liste des épisodes

### Épisode 1:Attention! Nouvelles recrues
- États-Unis / Canada : 7 janvier 2025 sur ABC / CTV Television Network
- Suisse : 16 mars 2025 sur RTS 1
- France : 
  - 4 avril 2025 sur Série Club
  - 12 juillet 2025 sur M6

- États-Unis : 3,41 millions de téléspectateurs[1]

- Felix Solis : Matthew Garza
- Jacob Andrew Figueroa : Crane
- Jared Bankens : Brian
- Andrew Hawkes : Marcus Leonard
- Malik Watson : Leshawn Wilkes
- Danny Brown : Melody
- Dharma Brown : Nikki
- Noite : Kat
- Daniel J. Gilbert : Brick
- David C. Hernandez : Miguel

### Épisode 2:Un super-héros de quartier
- États-Unis / Canada : 14 janvier 2025 sur ABC / CTV Television Network
- Suisse : 16 mars 2025 sur RTS 1
- France : 
  - 4 avril 2025 sur Série Club
  - 12 juillet 2025 sur M6

- États-Unis : 3,45 millions de téléspectateurs[2]

- Emerson Brooks : Thomas Forsythe
- Lourdes Benedicto : Imelda Sanchez
- Charles Kim : le commerçant
- Adela Paez : la voisine
- William Sadler : Walter Fields
- Ludwig Manukian : George
- Edgar de Santiago : Bicho
- Tim Sitarz : Arnold King
- Bibi Mama : Vanessa Ross
- Colby Lemmo : Trina
- DonJuan : Cuco

### Épisode 3:Haute sécurité
- États-Unis / Canada : 21 janvier 2025 sur ABC / CTV Television Network
- Suisse : 23 mars 2025 sur RTS 1
- France : 
  - 11 avril 2025 sur Série Club
  - 12 juillet 2025 sur M6

- Jasmine Mathews : Rachel Hall
- Jimmy Gonzales : Malvado
- Eric Edelstein : Trey Duncan
- Richard Ellis : Daniel Goodwin
- Bonnie Root : Mme Goodwin
- Sean Anthony Baker : Détective Scanlon
- Katelyn Pippy : l'intrus
- Quentin Nguyen-Duy : Declan Granger
- Tina WongLu : Kate
- Chad Davis : Officier Clarke
- Chris Jones : Hudson
- Amy Johnston : Maggie

### Épisode 4:La Menace
- États-Unis / Canada : 28 janvier 2025 sur ABC / CTV Television Network
- Suisse : 23 mars 2025 sur RTS 1
- France : 
  - 11 avril 2025 sur Série Club
  - 19 juillet 2025 sur M6

- États-Unis : 2,56 millions de téléspectateurs[3]

- Devika Bhise : Antoinette Benneteau
- Jimmy Gonzales : Malvado
- Necar Zadegan : Vivian
- Gina Hecht : Directrice de l'hôpital psychiatrique de Westview
- Josh Crotty : Officier du CHP Sanborn
- Bella Ortiz : Savannah
- Noel Fisher : Harrison Novak
- Jerry Ying : Lonergan
- Ysabella Costa : la fille de la sororité
- Garrett Bales : Remy Darden
- Aaron Wilton : un agent de police

### Épisode 5:Jusqu'au bout
- États-Unis / Canada : 4 février 2025 sur ABC / CTV Television Network
- Suisse : 30 mars 2025 sur RTS 1
- France : 
  - 18 avril 2025 sur Série Club
  - 19 juillet 2025 sur M6

- États-Unis : 2,55 millions de téléspectateurs[4]

- Devika Bhise : Antoinette Benneteau
- Jimmy Gonzales : Malvado
- Patrick Stafford : Ryan Dearbourne
- Katelyn Pippy : Drew Davis
- Monnae Michaell : Mme Richards
- Tyra Joy Smith : Camilla
- Seth Gabel : Liam Glasser

### Épisode 6:Le Gala
- États-Unis / Canada : 11 février 2025 sur ABC / CTV Television Network
- Suisse : 30 mars 2025 sur RTS 1
- France : 
  - 18 avril 2025 sur Série Club
  - 26 juillet 2025 sur M6

- Ben Levin : Scott Wickham
- Carlo Rota : Anton Petrovich
- Shannon Dang : Spiteful Girlfriend
- Ser'Darius Blain : Teddy
- Amanda Payton : Anita
- Tyra Joy Smith : Camilla
- T.V. Carpio : Gretchen
- Jonathan Nichols-Navarro : Sebastian Hernandez
- Sean Bolger : Neil
- Eddie Ramos : Byron
- Lisa Yamada : Louisa
- Alex McKenna : Brooke Saunders
- Jasmine Balais : Claudia Hernandez
- Jared Egusa : Brett
- Brenna Otts : Sally
- Denzel Johnson : Gabe
- Jonas Ball : Nikolai
- Sal Vance : Gerard
- Ilyana Eberhardt : Mila Petrovich

### Épisode 7:Une nuit agitée
- États-Unis / Canada : 18 février 2025 sur ABC / CTV Television Network
- Suisse : 6 avril 2025 sur RTS 1
- France : 
  - 25 avril 2025 sur Série Club
  - 26 juillet 2025 sur M6

- États-Unis : 3,31 millions de téléspectateurs

- Dylan Conrique : Tamara Colins
- Virginia Kull : Diana
- Stacy Rose : La cheffe du groupe de soutien
- Corbin Reid : Sharon Rice
- Thomas Forbes-Johnson : William Robert Bennett "Le Marteau"
- Rio Mangini : Andy Hersh
- Ricky Whittle : Mickey Barnes

### Épisode 8:L'Incendie
- États-Unis / Canada : 25 février 2025 sur ABC / CTV Television Network
- Suisse : 6 avril 2025 sur RTS 1
- France : 
  - 25 avril 2025 sur Série Club
  - 2 août 2025 sur M6

- États-Unis : 3,12 millions de téléspectateurs

- Maria Zhang : Kylie Thomas
- Levi Meaden : Connor
- Hannah Barefoot : Miranda Glasser
- Robert 7 Shannon : Un homme sans-abri
- Beck Jones : Theo Glasser
- Kalama Epstein : Un pillard
- Jason David : Tyler Bradford
- Seth Gabel : Liam Glasser

### Épisode 9:Le Baiser
- États-Unis / Canada : 11 mars 2025 sur ABC / CTV Television Network
- Suisse : 13 avril 2025 sur RTS 1
- France : 
  - 2 mai 2025 sur Série Club
  - 2 août 2025 sur M6

- États-Unis : 3,29 millions de téléspectateurs

- Necar Zadegan : Vivian
- J.J. Soria : George
- Maria Zhang : Kylie Thomas
- Levi Meaden : Connor
- Mandy Levin : Dr.Walker
- Max Mattern : un patient
- Ivana Shein : Sylvia
- Alyshia Ochse : Heather Van Walden

### Épisode 10:Le Voile du mensonge
- États-Unis / Canada : 18 mars 2025 sur ABC / CTV Television Network
- Suisse : 13 avril 2025 sur RTS 1
- France : 
  - 2 mai 2025 sur Série Club
  - 9 août 2025 sur M6

- États-Unis : 3,27 millions de téléspectateurs

- Austin Basis : L'adjoint Kingston
- Rob Mayes : Kiernan Maxwell
- Laura James : La mère de Grace
- Zander Hawley : Rodge
- Mandy Levin : Dr.Walker
- Briella Guiza : Charlotte
- Kenzi Richardson : Ava Maxwell
- Alison Chace : Dr.Glynis Roberts
- Chad Donella : Kevin Payne

### Épisode 11:Course contre la bombe
- États-Unis / Canada : 25 mars 2025 sur ABC / CTV Television Network
- France : 
  - 9 mai 2025 sur Série Club
  - 9 août 2025 sur M6
- Suisse : 10 juillet 2025 sur RTS 1

- États-Unis : 3,72 millions de téléspectateurs

- Jacob Pitts : Joël Hawser
- Molly McCook : Denise Summers
- Eric Nenninger : Dave
- Ian Verdun : l'homme du bord de trottoir rouge
- Josh Pafchek : Tommy
- Bridget Regan : Monica Stevens
- Jeremy Guskin : Jorge
- Brian Yang : Rex

### Épisode 12:Poisson d'avril
- États-Unis / Canada : 1er avril 2025 sur ABC / CTV Television Network
- France : 
  - 9 mai 2025 sur Série Club
  - 16 août 2025 sur M6
- Suisse : 10 juillet 2025 sur RTS 1

- États-Unis : 3,27 millions de téléspectateurs

- Necar Zadegan :  Vivian
- Ser'Darius Blain : Teddy
- David Gridley : Connor Craig
- Kayla Maisonet : Livy
- Eddie Martinez : Berman
- Markice Moore :  Le chef de l'émeute
- Amanda Payton : Anita
- Marlon Young : Sergent McAdams
- Kevin Will : Joe
- Tina Wonglu : Kate
- Leslie Murphy : La témoin

### Épisode 13:Mauvaise publicité
- États-Unis / Canada : 8 avril 2025 sur ABC / CTV Television Network
- France : 
  - 16 mai 2025 sur Série Club
  - 16 août 2025 sur M6
- Suisse : 17 juillet 2025 sur RTS 1

- États-Unis : 3,21 millions de téléspectateurs

- Jasmine Mathews : Rachel Hall
- Justin Cornwell : A.J. Knox
- Chibuikem Uche : Shawn Larson
- Kevin Negandhi : Mac Wheeler
- Zander Hawley : Rodge
- Tamara Austin : Mme.Greer
- Summer Spiro : Sadie Nash

### Épisode 14:Les Fous du crime
- États-Unis / Canada : 15 avril 2025 sur ABC / CTV Television Network
- France : 16 mai 2025 sur Série Club
- Suisse : 17 juillet 2025 sur RTS 1

- États-Unis : 2,97 millions de téléspectateurs

- Britt Robertson-Floyd : Laura Stensen
- Marlene Forte : Carla Juarez
- Jimmy Gonzales : Malvado
- Emma Lahana : Greta Wooston
- Denzel Whitaker : Le hacker
- Caroline Day : Nadia
- Jamie Martz : Rich Rowley
- Amanda McCants : Heather Marie
- Blake Berris : Igor
- Kate Vu : Taylor Griffin
- Taj Cross : Abel
- Cooper Manning : lui-même

### Épisode 15:Une affaire pas comme les autres
- États-Unis / Canada : 22 avril 2025 sur ABC / CTV Television Network
- France : 23 mai 2025 sur Série Club
- Suisse : 24 juillet 2025 sur RTS 1

- États-Unis : 2,83 millions de téléspectateurs

- Ryan Bergara : lui-même
- Shane Madej : lui-même
- Seth Gabel : Liam Glasser
- Jasmine Mathews : Rachel Hall
- Alexi Hawley : l'interviewer
- Andrew Elvis Miller : Elvis Wright
- Ian Coletti : Carl Ditweiler
- Madeleine Coghlan : Abigail Tierney
- Zander Hawley : Rodge
- Mandy Levin : Dr Walker
- Gina Hecht : Dr Meg Davidson, directrice de l'hôpital psychiatrique de Westview
- Carolyn Hennesy : Caroline McGrath
- Remington Hoffman : l'acteur de Hell P.D.
- Callie Schuttera : Mary Wallace

### Épisode 16:Le Retour
- États-Unis / Canada : 29 avril 2025 sur ABC / CTV Television Network
- France : 30 mai 2025 sur Série Club
- Suisse : 24 juillet 2025 sur RTS 1

- États-Unis : 2,84 millions de téléspectateurs

- Dylan Conrique : Tamara Colins
- Paul McCarthy-Boyington : Gene Webster
- Jade Pettyjohn : Aimee
- Jack Martin : Tulsa Braden
- Naomi Walley : Cynthia Webster
- Galilea La Salvia : Mia
- Zander Hawley : Rodge Bronson
- Jack St.James : Jose Seguera
- Lucas Randazzo : un voleur d'un magasin d'alcool

### Épisode 17:Trop belle pour moi
- États-Unis / Canada : 6 mai 2025 sur ABC / CTV Television Network
- France : 6 juin 2025 sur Série Club
- Suisse : 31 juillet 2025 sur RTS 1

- États-Unis : 3,11 millions de téléspectateurs

- Wolfgang Puck : lui-même
- Enrique Enrique « Kiké » Hernández : lui-même
- Michael Trucco : Sean Del Monte
- Meg DeLacy (en) : Chastity Sneed
- Rose Portillo : Emilia Lopez
- Margaret Avery : Ruth Harper
- Michael Aaron Milligan (de) : Wayne
- Zander Hawley : Rodge Bronson
- Beth Triffon : Priscilla Robins
- Gregory Zarian (en) : Atlas Rice
- Joe Daru : l'homme masqué
- Benjamin J. Young : Logan Del Monte
- Flula Borg : Randy Spitz

### Épisode 18:Le Bon, la brute et l'Oscar
- États-Unis / Canada : 13 mai 2025 sur ABC / CTV Television Network
- France : 13 juin 2025 sur Série Club
- Suisse : 31 juillet 2025 sur RTS 1

- Felix Solis : Matthew Garzia
- Matthew Glave : Oscar Hutchinson
- Scott Michael Campbell : Julius
- Kelly Frye : Heidi
- Mercedes Colon : Sergent Enrique
- Ness Bautista : Officier Hall
- Katherine Kamhi : La mère de Dash
- Stevie Lynn Jones : Rina Davitt
- Avery Bagenstos : Officier Moore
- Beckett Hawley : Dash
- Bridget Regan : Monica Stevens
- Keith Walker : Le serveur
- Andrew Biernat : Herman
- Seth Allyn Austin : Ace
- Chris Palermo : Don

Nolan, persuadé qu'Oscar Hutchinson s'apprête à s'en prendre à son ancien partenaire afin de lui reprendre les diamants volés lors du braquage d'une bijouterie de longues années auparavant, se retrouve avec Harper dans un motel dans le désert autour de Las Vegas. Leur objectif est d'attendre leur venue, et de les suivre jusqu'à la planque des diamants avant de procéder à leur arrestation. Pendant ce temps, Tim et Miles arrêtent un braqueur de banque en fuite, avant d'apprendre que celui-ci le faisait pour aider sa soi-disant petite amie en Bulgarie, atteinte d'une maladie grave. Ils découvrent qu'il s'agissait d'une escroquerie en ligne, les photos de la femme étant générées par intelligence artificielle. Ils informent par ailleurs l'épouse du braqueur, qui décide alors de divorcer. Dans la soirée, Miles a un rencard dans un restaurant avec une femme rencontrée sur Internet. Il remarque qu'elle porte un collier avec un pendentif en forme de 7, l'un des symboles du gang du Front de l'Est. Il appelle Celina afin qu'elle puisse rechercher son nom dans la base de données. Alors qu'elle lui apprend que son frère est bien un membre du gang, Miles remarque un grand nombre d'hommes armés devant le restaurant. Il prévient Celina et s'enfuit. S'en suit une course poursuite. Lucy prévenue par Celina mobilise son équipe de nuit, et indique à Miles un chemin à suivre afin qu'ils puissent intervenir sans mettre en danger d'autres personnes. La destination est un parking, où toutes les voitures de police convergent et arrêtent tous les membres du gang présents. Pendant ce temps là, au motel de Las Vegas, Oscar qui avait repéré Nolan, l'assomme alors que celui-ci était sorti au milieu de la nuit pour se désaltérer et l'enlève. Il l'emmène avec lui jusqu'à la planque du butin pour avoir quelqu'un qui creusera à sa place. L'emplacement de cette planque est obtenu grâce à la carte tatouée sur le bras du complice, carte qu'Oscar a découverte par hasard en le torturant. Toujours aussi délicat et pour faciliter sa recherche, Oscar a coupé ce bras aussitôt après avoir tué son ancien partenaire. Harper se rend compte de la disparition de Nolan au petit matin. Elle sollicite l'aide d'un adolescent et de son drone pour retrouver Oscar et Nolan dans le désert. Ils sont repérés alors que Nolan avait déterré les diamants et qu'Oscar s'apprêtait à l'abattre. Sur l'ordre d'Harper, l'adolescent envoie son drone sur Oscar, ce qui permet à Nolan de le désarmer. Néanmoins, un hélicoptère arrive à ce moment-là, et après des échanges de tirs, Oscar s'enfuit par les airs, mais sans son butin, que Nolan avait gardé sur lui. A la station, Lopez parle de nouveau avec la femme du braqueur escroqué, et lui indique avoir appris que l'adresse IP de la prétendue femme bulgare était celle de sa propre maison. Elle avait en réalité voulu arnaquer son propre époux avant de divorcer, car malheureuse dans son mariage, elle estimait qu'elle méritait plus que la moitié de leur argent. Lorsque Lucy rentre de son service, Tim est chez elle en train de cuisiner. Il tente de la convaincre d'emménager ensemble afin de se donner une nouvelle chance en tant que couple, mais elle s'endort avant qu'il n'ait pu lui donner ses arguments. 